# Kaija (sjö i Kuopio, Norra Savolax, 63,21 N, 27,93 Ö)
Kaija är en sjö i kommunen Kuopio i landskapet Norra Savolax i Finland. Arean är 36 hektar och strandlinjen är 4,67 kilometer lång. Sjön  ingår i Vuoksens huvudavrinningsområde.   Den ligger omkring 36 kilometer norr om Kuopio och omkring 370 kilometer norr om Helsingfors. 